# Saint-Vincent-de-Tyrosse
 Saint-Vincent-de-Tyrosse  (en occitano Sent Vincenç de Tiròssa) es una población y comuna francesa, situada en la región de Aquitania, departamento de Landas, en el distrito de Dax y cantón de Saint-Vincent-de-Tyrosse.

## Demografía
| 2945 | 3249 | 4063 | 4474 | 5075 | 5360 |
| Para los censos de 1962 a 1999 la población legal corresponde a la población sin duplicidades (Fuente: INSEE [Consultar]) |      |      |      |      |      |

## Hermanamientos[3]
- Rincón de Soto ( España)